# Domenico Schiattarella
Domenico Schiattarella (n. 17 noiembrie 1967, Milano) este un fost pilot italian de Formula 1 care a evoluat în Campionatul Mondial între anii 1994 și 1995.

## Cariera în Formula 1
| Sezon | Echipă          | Puncte | Loc clasament general |
| ----- | --------------- | ------ | --------------------- |
| 1994  | MTV Simtek Ford | 0      | -                     |
| 1995  | MTV Simtek Ford | 0      | -                     |